# Фынсянь (Шанхай)
Фынся́нь (кит. упр. 奉贤, пиньинь Fèngxián, буквально: «Воспринимать мудрость») — район городского подчинения города центрального подчинения Шанхай (КНР). Расположен на юго-востоке подчинённой городу территории..

## История
Легенды утверждают, что здесь преподавал один из учеников Конфуция, отчего и произошло название уезда («Воспринимать мудрость»).
Уезд был образован в 1724 году и подчинён Сунцзянской управе (松江府). В 1912 году постановлением временного революционного правительства провинции Цзянсу управы и области были упразднены, а уезды стали подчиняться напрямую властям провинции. 
После того, как во время гражданской войны войска китайских коммунистов форсировали Янцзы и заняли территории к югу от неё, в мае 1949 года был образован Специальный район Сунцзян (松江专区), в состав которого вошёл и уезд Фынсянь. 1 января 1958 года уезд был передан в состав Специального района Сучжоу (苏州专区), а с 21 ноября того же года перешёл под юрисдикцию Шанхая.
В 2001 году уезд Фынсянь был преобразован в район городского подчинения.

## Административно-территориальное деление
Район Фынсянь делится на 8 посёлков.

## Экономика
До 2000 года Фынсянь был беднейшей по уровню жизни территорией Шанхая. После преобразования в городской район было решено сделать Фынсянь центром туризма, используя для этого его морские пляжи, и в настоящее время район является популярным среди шанхайцев местом проведения выходных дней.
В районе Фынсянь расположен автомобильный завод компании Tesla, выпускающий электромобили Tesla Model 3 (на нём занято около 19 тыс. человек). Важное значение имеют комплекс химических предприятий, расположенных в Shanghai Chemical Industry Park, торговый центр Bailian Nanqiao Shopping Mall и кампус Шанхайской бизнес-школы.

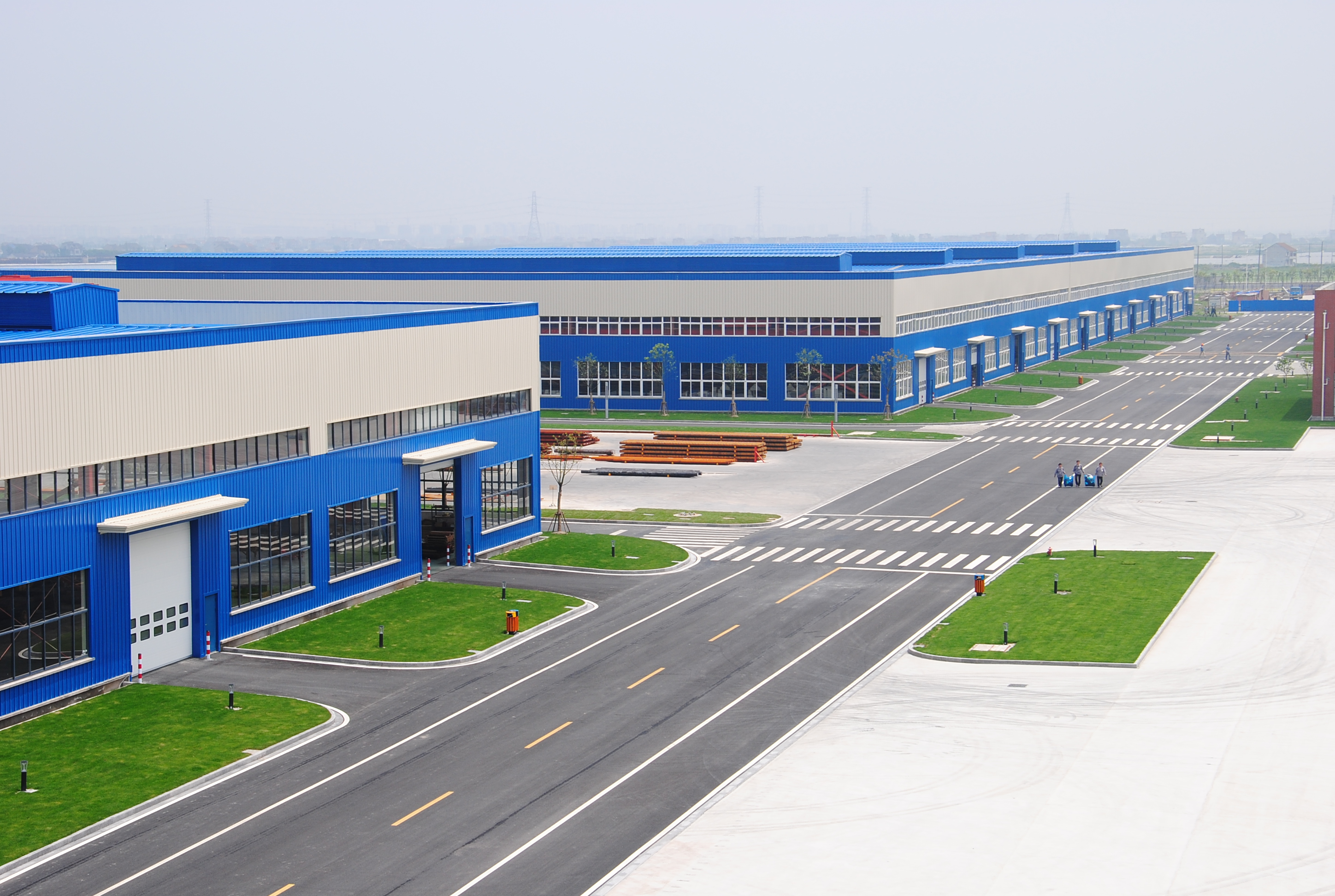
Lingang Industrial Park
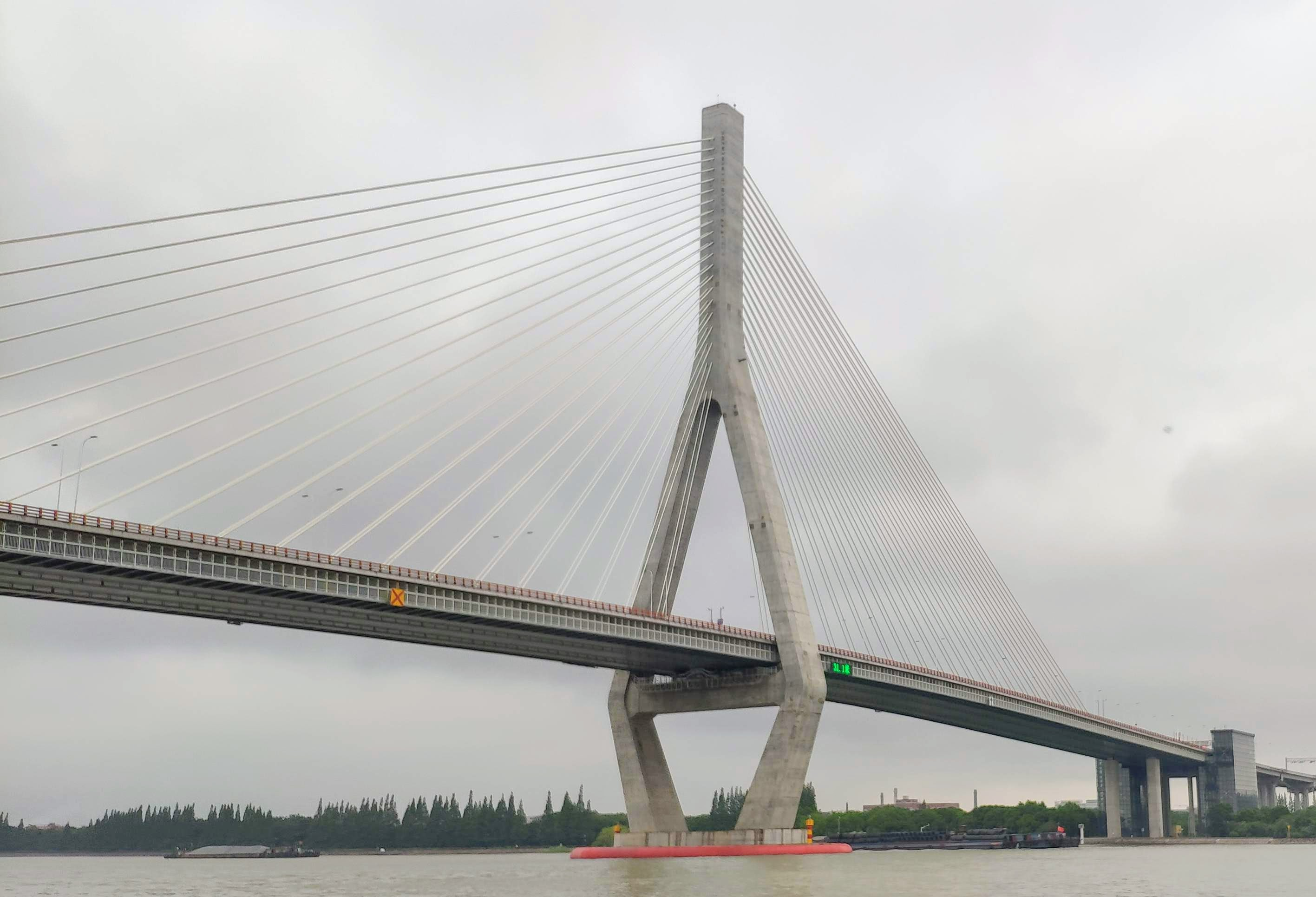
Мост Миньпу № 3
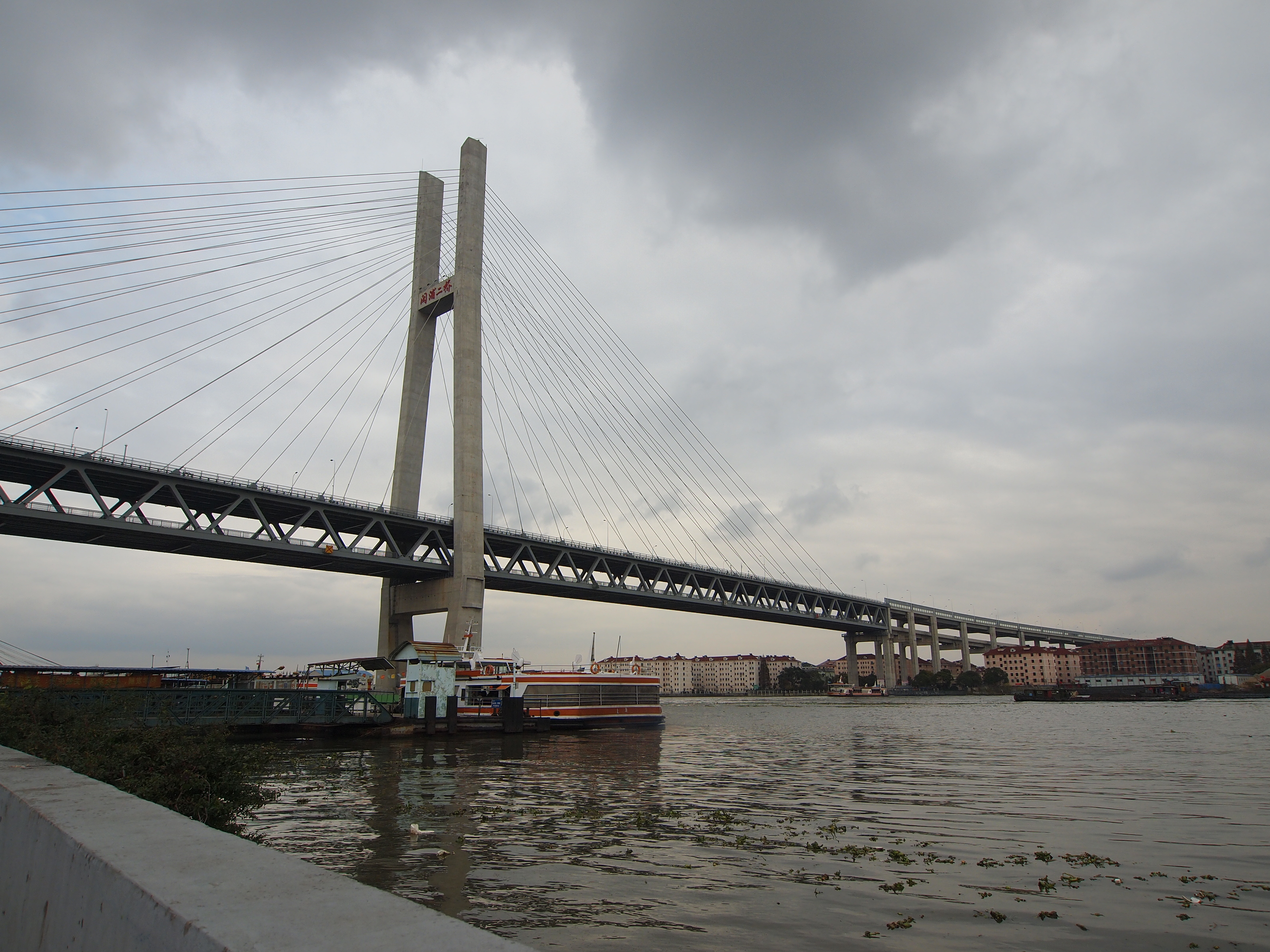
Мост Миньпу № 2